# محمد درويش الآلوسي
محمد درويش بن عبد العزيز الآلوسي أو محمد درويش بن أحمد شاكر بن محمود بن عبد الله بن محمد الآلوسي هو شيخ وقاض شرعي عراقي ولد سنة 1876 وتوفي سنة 1938 أو 1948. هو من أحفاد أبو الثناء الآلوسي، فوالده هو الشيخ أحمد شاكر الآلوسي وعمه نعمان الآلوسي.
عمل مدرسا في مدرسة السلطان علي الأولى الوقفية.
وكله ابن عمه مفتي بغداد علي علاء الدين الآلوسي في القضاء الشرعي قبل وفاته بأربعة أشهر سنة 1920. ترأس كتاب المحكمة الشرعية في بغداد.
توفي عند إصابته بنوبة قلبية وهو يلقي خطبة الجمعة ويتحدث عن فلسطين من منبر جامع العاقولي ببغداد.
له عدة مؤلفاته منها:
- مجموعة - خ
- الفوائد
- المنحة

والكتابين الأخيرين في الوعظ والإرشاد.